# Pepitas bröllop
Pepitas bröllop: en litteraturanmälan är ett verk av Verner von Heidenstam och Oscar Levertin utgivet 1890 på Bonniers förlag. Verket har formen av en fiktiv recension (litteraturanmälan) av den nyutkomna (icke existerande) romanen Pepitas bröllop. 
Pepitas bröllop skrevs i schweiziska Davos. Levertin befann sig på ett sanatorium i Davos, för att behandla en lungblödning, och Heidenstam mötte upp honom där i november 1889. I ett brev hem till Sverige skrev Levertin: "Heidenstam och jag har nu skrivit ihop en liten uppsats där vi skoja med en hel del av den gamla realistiska smörjan."
Verket, som snabbt väckte stor uppmärksamhet, har beskrivits som en stridsskrift mot den då rådande naturalistiska inriktningen inom svensk litteratur, liksom en programskrift för en ny estetik. Den innebar en kraftig uppgörelse med naturalistiska författare och kritiker, och sågs tidigt som ett stilbrott, eller ett "avfall" som Gustaf af Geijerstam formulerade det. Carl David af Wirsén recenserade dock texten positivt, och Viktor Rydberg uppskattade anmälans hyllning av fantasi och kritik av "naturalismens inskränkthet". Ola Hansson vände sig dock mot tanken på att det var Heidenstams och Leverstins skrift som innebar brottet med naturalismen. August Strindberg, som mottar viss kritik i verket, kallade efter dess publicering Heidenstam och Levertin för "Pepitamännen". Enligt Nathan Shachar sårades Strindberg av skriften, "odlade grollet i åratal", och utstötte därefter ett antisemitiskt jubelskri vid Levertins död.
Verket har varit föremål för en hel del akademiska studier, bland annat av framstående litteraturforskare som Fredrik Böök, Carl Fehrman, Karl-Erik Lundevall och Per Rydén. De har bland annat studerat verkets tillkomsthistoria, och den närmare innebörden av verkets polemik.